# Egry Ferenc
Egry Ferenc (Kisgejőc, Ung vármegye, 1864. január 21.? – Sopron, 1945. február 26.) harangöntő mester, csehszlovákiai kisebbségi magyar politikus, illetve meghívott magyarországi országgyűlési képviselő.

## Életrajza
Református családba született. Elemi iskolai tanulmányait szülőfalujában végezte, majd 19 évesen megnősült és harangöntőnek állt. A mesterséget apósától kitanulva fokozatosan átvette a faluban 1793 óta működő harangöntő-műhely irányítását (ebben ma görögkatolikus templom működik).
Ezzel párhuzamban Egry egészen fiatal kora óta politizált is, így már 18 éves korában tagja lett a Függetlenségi Pártnak. A nagykaposi választókerületben volt a legaktívabb, többször is választási győzelemhez segítve pártja aktuális jelöltjét. Csakhamar a függetlenségiek megyei vezetője lett, s mint ilyen a vármegye közéletéből is aktívan kivette a részét.
Kárpátalja a trianoni békeszerződés értelmében 1920. június 4-én az újonnan született Csehszlovákia része lett. Ekkor Egry és társai Ungváron az Ung Megyei Kisgazdapárt elnökévé Egry Ferencet választották. 1921. január 16-án Beregszászban kimondták az Országos Kisgazda- Földműves és Kisiparos Párt ruszinszkói szervezetének megalakulását, aminek elnöke Egry Ferenc lett.
A párt magyarországi anyapártjánál valamivel tovább működött, előbbi 1922-ben, utóbbi 1926-ban szűnt meg. Ekkor, 1926. október 18-án az érsekújvári gyűlésen Magyar Nemzeti Párt (MNP) néven alakult újjá Szentiványi József elnökletével, Egry pedig az egyik alelnök lett. Igyekeztek az összes csehszlovákiai pártot beterelni az MNP-be az aktuális választások közeledtével, több-kevesebb sikerrel. Egry először az 1924-es (időközi) csehszlovákiai parlamenti választásokon nyert szenátori helyet, amit az 1925-ös és 1929-es választásokon is megőrzött egészen mandátuma 1935-ös lejártáig. Az 1935-ös választásokon már Hokky Károly indult helyette és lett szenátor Prágában.
Mindeközben polgári foglalkozásában is sikeres lett, nemcsak Csehszlovákia egész területéről, hanem Magyarországról és pár másik országból is kapott megbízásokat harangok öntésére, műhelye európai viszonylatban is ismertté vált. Még a 20. század legelején Budapesten is megvásárolt egy harangöntödét, amit Trianon után is tovább működtetett, így több harangján is a neve mellett Budapest szerepel készítési helyként. Legnagyobb harangja - mintegy két tonnás (pontosabban 2152 kilós, zenei hangja a kis oktáv h és az egyvonalas oktáv c hangja közé esik) - Debrecenben, az Árpád téri református templom tornyában „működik” mind a mai napig.
1936-ban pártja összeolvadt az Országos Keresztényszocialista Párttal és létrehozták a felvidéki Egyesült Magyar Pártot. Ennek a pártnak is vezéregyénisége maradt, noha vezetői tisztséget ebben már nem vállalt.
Születésnapja, névnapja a felvidéki és kárpátaljai magyarság egyik társadalmi eseményének is számított vagy másfél évtizeden át; ilyenkor Kisgejőcön ültek össze a felvidéki magyarság vezetői közös eszmecserére.
Kárpátalja magyar megszállása, majd visszacsatolása után meghívták a magyar országgyűlésbe képviselőnek, amit elfogadott; a képviselőház legidősebb tagja volt. Sopronban lelte halálát 1945. február 26-án a szovjet front elől menekülve; ott is temették el március 2-án.
Politikai és harangöntői pályafutása mellett a református egyházban is mindvégig aktív szerepet vállalt. Kisgejőc főutcája ma Egry Ferenc nevét viseli.